# 黄正建
黄 正建（こう せいけん、1954年 - ）は、中華人民共和国の歴史学者。隋唐史を専攻。

## 人物
1981年、中国社会科学院大学院修了。中国社会科学院歴史研究所研究員、中国社会科学院歴史研究所教授。中国唐史学会理事、中国唐史学会副会長、中国敦煌トルファン学界理事。
日中歴史共同研究中国側委員として古代・中近世史分科に参加し、「日中古代政治社会構造の比較研究」を発表している。